# Salamatu Hussaini Suleiman
Salamatu Hussaini Suleiman (Argungu) é uma advogada nigeriana que atualmente serve como Comissária da CEDEAO para Assuntos Políticos, Paz e Segurança. Antes disso, ela foi nomeada Ministra dos Assuntos da Mulher e Desenvolvimento Social em dezembro de 2008. Ela deixou o cargo em março de 2010, quando o presidente interino Goodluck Jonathan dissolveu seu gabinete.

## Biografia
Salamatu Hussaini Suleiman nasceu em Argungu, uma comunidade de pescadores no estado de Kebbi, seu pai era um juiz da corte local e sua mãe era da família real Gwandu. Ela foi criada em Birnin Kebbi e Argungu. Em 1972 obteve entrada no Queens College, em Lagos. Ela foi para a Universidade Ahmadu Bello, Zaria, onde obteve um diploma em direito. Ela então foi para a London School of Economics and Political Science, onde ela obteve um mestrado em direito.
Seu primeiro trabalho como advogada foi com o Ministério da Justiça no antigo estado de Sokoto. Ela então trabalhou no Continental Merchant Bank, Lagos por sete anos, e trabalhou por um curto período no NAL Merchant Bank antes de se mudar para a Aluminium Smelter Company, onde era secretária / consultora jurídica da empresa. Depois disso, trabalhou na Comissão de Valores Mobiliários e Câmbio antes de ser nomeada Ministra.

## Ministra dos Assuntos da Mulher
Em setembro de 2009, Salamatu Hussaini Suleiman condenou a marginalização das mulheres na política nigeriana. Ela disse que a violência e o chauvinismo masculino predominavam no clima político, e juntamente com a falta de dinheiro, poucas mulheres conseguiam candidatar-se para cargos públicos.
Em reuniões organizadas em outubro de 2009 pelo UNICEF e pelo Ministério da Mulher e Desenvolvimento Social, Salamatu Hussaini Suleiman disse que sua missão era servir como veículo nacional para o desenvolvimento rápido e saudável das mulheres nigerianas, e para assegurar a proteção e desenvolvimento das mulheres e crianças para uma vida significativa. Ela instou o estado a dar às mulheres pelo menos 30% de representação em cargos eletivos e de indicação.
Em dezembro de 2009, ela denunciou o fracasso do governo em ratificar a Convenção sobre a Eliminação de Todas as Formas de Discriminação contra as Mulheres (CEDAW), das Nações Unidas.